# Burg Rotenberg (Dhaun)
Die Burg Rotenberg, auch Rotenburg genannt, ist eine abgegangene Höhenburg bei Schloss Dhaun in Hochstetten-Dhaun, Landkreis Bad Kreuznach in Rheinland-Pfalz.
Die Burg wurde 1329 im Zusammenhang mit der „Dhauner Fehde“ errichtet und 1480 niedergebrannt. Sichtbare Mauerreste haben sich nicht erhalten. Es ist lediglich der Felsen und Reste des Halsgrabens erhalten, nahe der Burg Brunkenstein gelegen.